# Carterdoktrinen

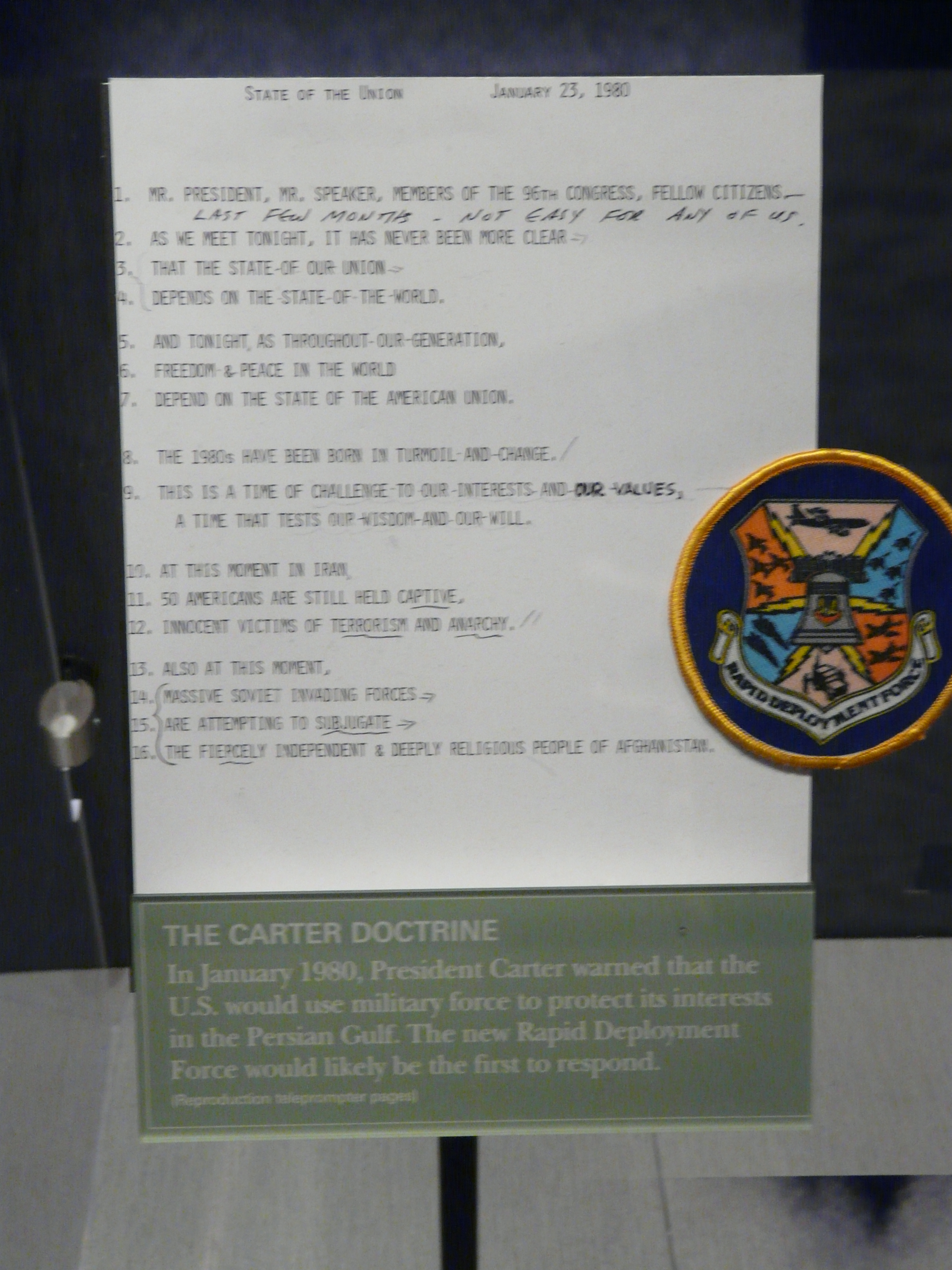
Dokument med Carterdoktrinen.

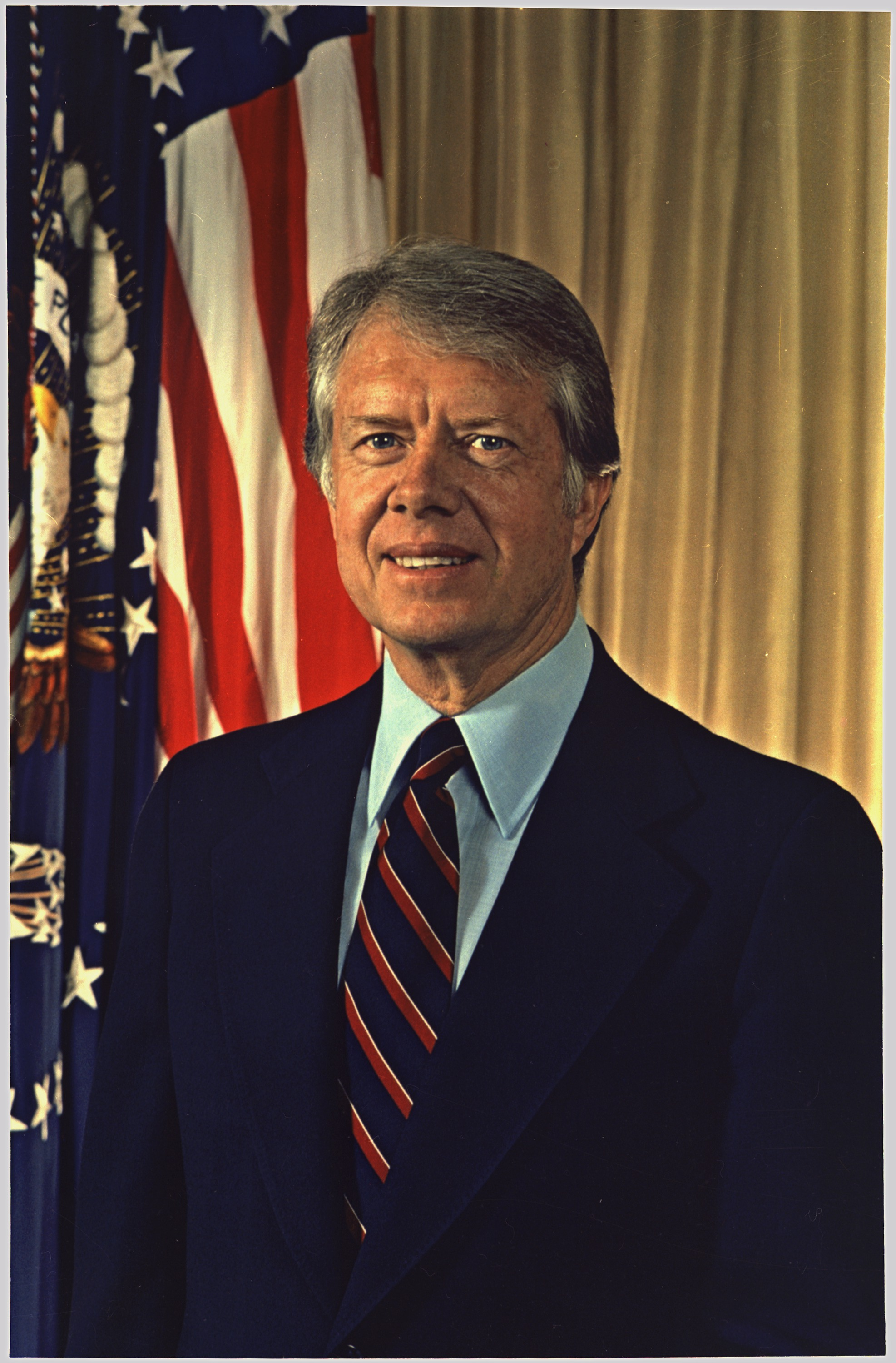
Jimmy Carter

Carterdoktrinen (engelska: Carter Doctrine) var en uttalad policy av USA:s president Jimmy Carter, proklamerad den 23 januari 1980 i samband med hans tal om tillståndet i nationen. Den hänvisade till att USA skulle använda militära medel för att skydda sina intressen i Persiska viken. Doktrinen kan ses som ett svar på Iranska revolutionen under tidigt 1979 och Sovjetunionens invasion av Afghanistan i december samma år.

### Fotnoter
1. ↑  Vladislav Savic (15 april 2006). ”Oljan präglar Irans relation till västvärlden” (på svenska). Sveriges Radio. https://sverigesradio.se/sida/artikel.aspx?programid=83&artikel=838245. Läst 20 december 2019.
2. ↑  Frida Stranne (Juli 2011). ”George W. Bush”. Göteborgs universitet. sid. 191. https://gupea.ub.gu.se/bitstream/2077/25694/1/gupea_2077_25694_1.pdf. Läst 20 december 2019.